# ZDNET
ZDNET és un lloc web de notícies de tecnologia empresarial propietat i gestionat per Red Ventures. La marca es va fundar l'1 d'abril de 1991 com a portal tecnològic d'interès general de Ziff Davis i es va convertir en una publicació en línia centrada en TI empresarial.

## Història

### Inicis: 1991–1995
Inicialment, ZiffNet pretenia servir com a lloc comú per trobar contingut de totes les publicacions impreses de Ziff-Davis. Com a tal, ZiffNet va ser una expansió d'un servei en línia anterior anomenat PCMagNet per als lectors de PC Magazine. Llançat el 1988, PCMagNet al seu torn va ser l'evolució de la primera empresa de publicació electrònica de Ziff Davis, un tauler d'anuncis, que es va llançar el 1985.

### Història primerenca: 1995–2000
En el seu cinquè aniversari l'any 1996, la marca col·lectiva "ZD Net" —ara al web, America Online, Microsoft Network i Prodigy— comptava amb 300.000 subscriptors i va ser nomenat el segon lloc de publicitat més taquillera del web. El lloc també es va expandir a l'estranger: inicialment a França, Alemanya i el Regne Unit; més tard a la Xina, Austràlia, Hong Kong, Itàlia, Corea, Malàisia, Rússia, Taiwan i l'Índia.

### Els anys CNET: 2000–2007
El 19 de juliol de 2000 CNET Networks (el rival més gran de ZDNet) va anunciar que adquiriria ZDNET per uns 1.600 milions de dòlars. Alguns analistes van pensar que la fusió de CNET i ZDNET comportaria una redundància en les seves ofertes de productes, però la investigació va revelar que els seus públics objectiu només tenien un 25% de superposició.

### Els anys CBS: 2008–2020
El 17 de maig de 2008, CBS Corporation va anunciar que adquiriria CNET Networks per aproximadament 1.800 milions de dòlars. Tota l'empresa s'organitzaria sota la seva divisió CBS Interactive.

## Contingut
ZDNet opera una xarxa d'uns 50 blocs poc alineats per les seves principals verticals: empreses, maquinari, programari, mòbil, seguretat i investigació informàtica. Dins d'aquestes àrees generals hi ha blocs sobre gadgets, estratègia de gestió, xarxes socials, centres de dades, dret tecnològic, SOA, sanitat, CRM, virtualització i sostenibilitat. El lloc també ofereix ressenyes de productes sobre aparells de consum, electrònica i equips d'oficina a casa.